# Cadgwith

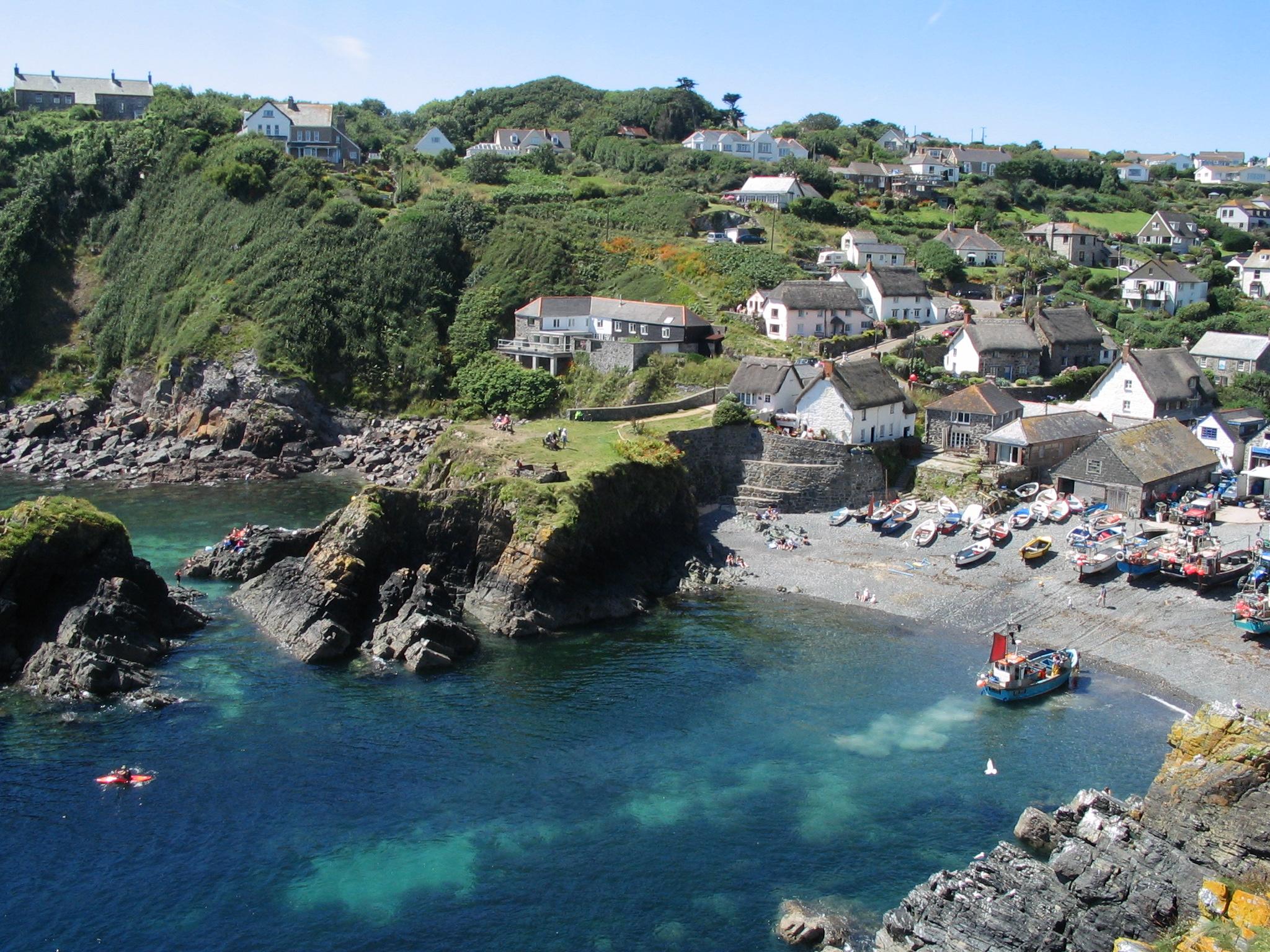
Cadgwith

Cadgwith – wieś w Anglii, w Kornwalii. Leży 30 km na południowy wschód od miasta Penzance i 394 km na południowy zachód od Londynu.